# Primera División (Uruguay) 1934
Die Saison 1934 der Primera División war die 31. Spielzeit (die 3. der professionellen Ära) der höchsten uruguayischen Spielklasse im Fußball der Männer, der Primera División.
Die Primera División bestand in der Meisterschaftssaison des Jahres 1934 aus zehn Vereinen, deren Mannschaften in den insgesamt 135 Meisterschaftsspielen jeweils dreimal aufeinandertrafen. Es fanden 27 Spieltage statt. Die Meisterschaft gewann Nacional Montevideo als Tabellenerster vor den zweit- und drittplatzierten Vereinen Peñarol Montevideo und Montevideo Wanderers. Ein Absteiger wurde in jener Saison nicht ermittelt. Torschützenkönig wurde mit 13 Treffern Aníbal Ciocca.

## Jahrestabelle
| Pl. | Verein                    | Sp. | S  | U  | N  | Tore    | Diff. | Punkte |
| --- | ------------------------- | --- | -- | -- | -- | ------- | ----- | ------ |
| 1.  | Nacional Montevideo (M)   | 27  | 17 | 7  | 3  | 051:170 | +34   | 41     |
| 2.  | Peñarol Montevideo        | 27  | 15 | 8  | 4  | 051:310 | +20   | 38     |
| 3.  | Montevideo Wanderers      | 27  | 15 | 5  | 7  | 047:280 | +19   | 35     |
| 4.  | Rampla Juniors            | 27  | 10 | 8  | 9  | 042:370 | +5    | 28     |
| 5.  | Club Atlético Defensor    | 27  | 11 | 3  | 13 | 041:440 | −3    | 25     |
| 6.  | River Plate               | 27  | 8  | 9  | 10 | 030:360 | −6    | 25     |
| 7.  | Central                   | 27  | 5  | 14 | 8  | 032:400 | −8    | 24     |
| 8.  | Racing Club de Montevideo | 27  | 5  | 11 | 11 | 029:430 | −14   | 21     |
| 9.  | Sud América               | 27  | 6  | 7  | 14 | 030:460 | −16   | 19     |
| 10. | Bella Vista               | 27  | 3  | 8  | 16 | 022:530 | −31   | 14     |

| (M) | Meister der vorangegangenen Saison |